# Crithe caledonica
Crithe caledonica é uma espécie de caracol marinho muito pequeno, um molusco gastrópode ou micromolusco marinho da Nova Caledônia da família Cystiscidae.